# Mundial Goal
Mundial Goal è una raccolta di sigle e canzoni di serie animate a tema calcistico in onda sulle reti Mediaset, pubblicata il 23 giugno 2006.

## Tracce
1. La squadra del cuore (Alessandra Valeri Manera/Max Longhi, Giorgio Vanni) 3:05
2. Holly e Benji forever (A. Valeri Manera/M. Longhi, G. Vanni) 3:09
3. C'è la partita (A. Valeri Manera/V. Draghi)
4. Forza campioni (A. Valeri Manera/Carmelo Carucci) 3:31
5. Le scarpe al chiodo appenderai (A. Valeri Manera/M. Pani)
6. Un uragano di goal (A. Valeri Manera/Silvio Amato) 2:59
7. Che grande goleador (A. Valeri Manera/V. Draghi) 3:52
8. Che campioni Holly e Benji!!! (A. Valeri Manera/S. Amato) 3:16
9. Alé alé alé o-o (A. Valeri Manera/Franco Fasano) 3:57
10. Rudy siamo tutti qui per te (A. Valeri Manera/M. Pani)
11. Alé - oo (A. Valeri Manera/V. Draghi) 4:01
12. L'allenamento (A. Valeri Manera/V. Draghi)
13. Holly e Benji due fuoriclasse (A. Valeri Manera, N. Gianni Muratori/Augusto Martelli) 2:59
14. Sempre attento al regolamento (A. Valeri Manera/M. Pani)
15. Forse diverrai un campione (A. Valeri Manera/M. Pani) 2:47
16. A tutto goal (A. Valeri Manera/F. Baldoni) 3:51
17. Palla al centro per Rudy (A. Valeri Manera/Vincenzo Draghi) 3:24

## Interpreti
- Cristina D'Avena (n. 3-4-5-6-7-9-10-11-12-14-15-16-17)
- Cristina D'Avena e Giorgio Vanni (n. 2)
- Cristina D'Avena e Marco Destro (n. 8)
- Giorgio Vanni (n. 1)
- Paolo (Picutti) (n. 13)